# X-COM: Interceptor
X-COM: Interceptor è un videogioco creato da MicroProse Software. È il quarto gioco della serie X-COM.
Nella cronologia della serie esso è in realtà è ambientato prima di X-COM: Apocalypse, può essere considerato, quindi, come il terzo gioco in ordine cronologico.

## Trama
il gioco è ambientato nel 2067, anno in cui le risorse della Terra sono quasi del tutto esaurite. Per evitare il lento declino della civiltà, le maggiori corporazioni della Terra si rivolgono verso le stelle - un'area di spazio conosciuta come "La Frontiera" - per trovare le materie prime di cui hanno un disperato bisogno.
La razza aliena dei Sectoidi (già apparsi in UFO: Enemy Unknown) sono sul posto - e hanno i loro piani per le risorse della Frontiera. Piani che con tutta probabilità potrebbero significare la fine della razza umana, per cui anche stavolta X-COM dovrà lottare contro gli alieni.

## Modalità di gioco
In X-COM: Interceptor, siete al comando di un corpo d'élite che è stato messo in campo per affrontare gli alieni nel loro stesso territorio - le profondità dello spazio. Stavolta, il gioco è orientato alle battaglie con nemici alieni viste dalla cabina di un caccia spaziale d'avanguardia: si combatte caccia-contro-caccia per proteggere le corporazioni della Terra e le installazioni della X-COM.
Oltre al combattimento caccia-contro-caccia, agite come un comandante della X-COM nella Frontiera e dovete mantenere le vostre finanze, gestire le vostre basi e aumentare la presenza della X-COM nell'area. Al giocatore tocca anche dirigere la ricerca sulle armi e le tecnologie aliene, con la speranza di migliorare la propria tecnologia e scoprire le ragioni del costante aumento dell'attività aliena - prima che sia troppo tardi.

## Caratteristiche
X-COM: Interceptor è una combinazione di vari generi: simulatore di volo spaziale, simulatore economico ed elementi di strategia. Nello specifico, il vostro ruolo comprende: gestire un certo numero di basi spaziali della X-COM, pilotare il vostro caccia durante gli scontri con gli ostili e, nel frattempo, coordinare i vostri wingman e amministrare le risorse e la ricerca.
Il gioco comincia il 1º marzo 2067. La vostra base viene posizionata automaticamente. La schermata principale è in un certo modo diversa da tutte le precedenti incarnazioni della serie. La maggior parte del pannello è occupata dalla visuale dei sistemi planetari della Frontiera, rappresentati come stelle. È possibile zoomare sulle stelle per vedere tutti i pianeti e le basi situate in quei sistemi. Anche le squadriglie di navi e gli eventi anomali sono mostrati in questa schermata. In altre parti della schermata principale vi sono dei collegamenti a tutte le schermate delle varie basi e della gestione delle risorse.
La vostra prima missione implica di solito la rilevazione e intercettazione di una squadriglia di caccia nemici. Il giocatore invia la sua squadriglia e, non appena essa intercetta quella nemica, il gioco passa alla modalità di simulazione spaziale. In questa modalità, pilotate un velivolo insieme agli altri wingman che avete assegnato alla missione, in uno stile simile a Wing commander: Prophecy, con l'obiettivo di distruggere o rendere inoffensive le navi nemiche.
Nel gioco ci sono vari tipi di missione: distruggere/disattivare velivoli nemici, catturare certi velivoli speciali, interrompere le rotte commerciali, servizi di scorta a navi mercantili e razzia delle basi nemiche.
La fine del gioco consiste nella scoperta dei piani degli alieni per costruire il dispositivo del Giorno del Giudizio e distruggere la superficie della Terra. Questo dispositivo è una specie di arma ad energia, più grande di una stazione spaziale.
Siccome l'arma stessa è impossibile da distruggere con mezzi convenzionali, è necessaria la ricerca e la creazione della "Bomba Nova". Questa è un enorme missile, che, invece di distruggere direttamente il bersaglio, viene diretto verso la stella centrale del sistema di provenienza degli alieni, causando l'esplosione della stella e distruggendo qualsiasi cosa presente nel sistema.
La missione finale è in due parti. La prima consiste nel far entrare in un buco nero una nave da trasporto (la UGS MacArthur) equipaggiata con uno speciale dispositivo, che vi permette di entrare nella dimensione alternativa dov'è custodita quest'arma. Bisogna anche distruggere il velivolo di difesa al buco nero, proteggendo contemporaneamente la UGS MacArthur. Se la missione ha successo, la UGS MacArthur entra nel buco nero per andare nella dimensione alternativa.

La seconda parte della missione comprende il lancio della Bomba Nova verso la stella del sistema verso il quale ci si è trasportati. Siccome il missile può essere distrutto per il tempo di un minuto dal lancio (dopo che è entrato nell'iperspazio), esso richiede protezione dagli assalti dei velivoli nemici.
Da questo punto in poi, a seconda della azioni intraprese dal giocatore, è possibile assistere a tre diverse sequenze di fine del gioco:
1. Missione Fallita: Fallite la missione se in un punto qualsiasi il velivolo che state pilotando viene distrutto o reso inoffensivo. Oppure, se la MacArthur viene distrutta prima di entrare nel bucco nero, o se la Bomba Nova viene distrutta, fallite lo stesso la missione. Questo risulta in una sequenza finale in cui gli alieni trasferiscono il dispositivo del Giorno Del Giudizio vicino alla Terra e la distruggono.
2. Missione Compiuta: MacArthur distrutta - Se avete successo nell'entrare nel buco nero e nel lanciare la Bomba Nova in sicurezza, ma la MacArthur viene distrutta durante la seconda parte della missione, venite intrappolati, non potendo tornare indietro attraverso il buco nero. La missione è un successo, ma tutti i velivoli vengono persi. Questo risulta in una sequenza finale che mostra una commemorazione per i caduti.
3. Successo Completo: Se avete successo nell'entrare nel buco nero, lanciare la Bomba Nova in sicurezza e ritornare alla MacArthur prima che la Bomba Nova raggiunga la sua destinazione, distruggete il dispositivo del Giorno del Giudizio e fuggite. Questo risulta in una sequenza finale che mostra la MacArthur che fa ritorno ad una delle vostre basi con i caccia che fanno acrobazie attorno ad essa e i fuochi artificiali.

X-Com: Interceptor è stato inoltre il primo gioco della serie con una sezione multigiocatore completamente funzionante.

## Controversie
Molti credono che questo gioco sia il più debole nella linea temporale di X-COM. Alcune delle cose che sono state criticate sono il tono eccessivamente umoristico e le citazioni fuori luogo, molte delle quali prese da Star Trek, Guerre stellari, E.T. l'extra-terrestre, Red Dwarf, South Park, X-Files, Beavis and Butt-head, Il mago di Oz, Austin Powers, Homeward Bound, Fanteria dello spazio e Aliens.
Altre parti criticate sono le molte incongruenze della trama (per esempio, perché gli Alieni avrebbero esaurito le risorse costruendo un'arma tipo Morte Nera, quando sarebbe stato più facile costruire un'armata di navi?) e il gameplay povero e ripetitivo.
Molti appassionati pensano che questo gioco sia l'inizio dell'autodistruzione della serie. La causa fu la scarsità delle vendite: circa 30 000 copie. Un'altra causa fu il fatto che i creatori furono costretti a rendere la licenza di X-COM alla MicroProse.